# Loris Giorgi
Loris Giorgi (Carrara, 3 febbraio 1924 – Codena, 30 novembre 1944) è stato un partigiano italiano.

## Biografia
Dopo l'armistizio, Giorgi, operaio elettromeccanico, lasciò subito il suo lavoro e raggiunse una delle formazioni partigiane che si stavano costituendo sui monti dell'Apuania. Presto si fece notare per l'audacia e per le capacità organizzative, tanto che gli fu affidato il compito di ispettore della formazione "Ulivi".
Per oltre un anno contrastò con successo, con i suoi compagni, le attività degli occupanti, sino a che, sul finire del novembre del 1944, sacrificò la sua giovane vita. Nel corso di un combattimento, come ricorda la motivazione della ricompensa alla memoria, Loris era stato accerchiato, con il suo gruppo, da preponderanti forze nemiche. Nel tentativo di aprirsi un varco, fu gravemente ferito, ma continuò a combattere. Nuovamente colpito mentre lottava a distanza ravvicinata, prima di morire riuscì a lanciare contro il nemico le ultime bombe a mano, animando con l'esempio i compagni.